# مخيم المحطة
مخيم المحطة هو مخيم فلسطيني يقع ملاصقًا للجبل الهاشمي الشمالي شرق مدينة عمان بالأردن، وهو غير معترف به رسميا من منظمة وكالة الأمم المتحدة لإغاثة اللاجئين الأونروا.

## لمحة تاريخية
أنشئ مخيم المحطة عقب نكبة فلسطين عام 1948 بعدما سكنه بعض النازحين من القرى والمدن الفلسطينية المهجرة وأنشأوا على أرضه أبنية ومحلات تجارية لا تزال قائمة حتى اليوم. توالى نزوح اللاجئين الفلسطينيين إلى المخيم تدريجيا خلال سنوات ما بعد النكبة الفلسطينية وقاموا ببناء منازل بمساحات صغيرة لا تتجاوز 70 مترًا.

## الخصائص السكانية
على الرغم من عدم وجود معلومات كافية وإحصائيّات رسمية حول أعداد اللاجئين الفلسطينيين في مخيم المحطة عند بداية تأسيسه نتيجة عدم الاعتراف به من قبل منظمة إغاثة اللاجئين ودائرة شؤون اللاجئين التابعة للسلطة الفلسطينية، فإنّ عدد سكان مخيم المحطة يُقدّر حاليا بحوالي 8000 نسمة وفقًا لبعض الإحصائيات.
تعرض سكان مخيم المحطة على مدى أكثر من ثمانية عقود لعدد من عمليات الترحيل، ففي عام 1972 رحلت أمانة محافظة عمان عدد من سكان المخيم إلى حي المزارع لإقامة مشروع سقف السيل، وفي عام 1976 تم ترحيل أصحاب البيوت المحاذية لمجرى السيل في مخيم المحطة إلى الهاشمي الشمالي في حي الزغاتيت حيث تم تسكينهم في 300 وحدة سكنية كانت قد بنيت على أرض بلغت مساحتها حوالي 23 دونمًا. وفي عام 1979 رُحل المزيد من سكان المخيم إلى مناطق جسر النور وسفح الهاشمي الجنوبي على خلفية مشروع شق شارع الاستقلال. وفي عام 1985 تم ترحيل عدد من سكان ما كان يعرف بمنطقة الباكستان الى إسكان ماركا في أعقاب القرار الذي أصدرته أمانة عمان بتوسيع شارع الأمير عبدالله. يحتل مخيم المحطة حاليا المساحة المحصورة بين شارعي الجيش والأمير راشد في وسط عمان، ويسكنه نحو 759 أسرة تعيش في 764 وحدة سكنية.

## الخدمات
يحصل سُكان مخيم المحطة على خدمات المياه والكهرباء والصرف الصحي من بلدية عمان، ويدفع سكانه ضريبة مقابل استخدام الأبنية والأراضي والعقارات التي يشغلونها.

## الاعتراف الدولي بالمخيم
لا يزال مخيم المحطة غير معترف به رسميا من الحكومة الأردنية ولا من وكالة الأمم المتحدة لإغاثة اللاجئين "الاونروا"، كما أنه غير مدرج كذلك لدى وزارات ودوائر حكومة السلطة الفلسطينية مما يتسبب في حرمان سكان المخيم من الكثير من الخدمات الأساسية مثل الخدمات الصحية والتعليمية، ويزيد أيضًا من صعوبة الوصول لمعلومات رقمية رسمية دقيقة حول مساحة المخيم وأعداد السكان وأصولهم عند إنشاء المخيم.

## الوضع القانوني والنزاعات القضائية
واجه سكان مخيم المحطة عدد من القضايا المرفوعة ضدهم لإخلاء أرض المخيم نتيجة عدم الاعتراف به من قبل دائرة الشؤون الفلسطينية ومنظمة الاونروا، حيث طالب الملاك الأصليين لأراضي مخيم المحطة استرداد نحو 70% من الأرض، وفي عام 2017 تلقى سكان مخيم المحطة إخطارات صادرة عن محكمة شرق عمّان بضرورة إخلاء منازلهم.